# ماحي خنان
 ماهي خنان  (بالفرنسية: Mahi Khennane)‏ (مواليد 21 أكتوبر 1936) هو لاعب كرة قدم جزائري سابق.

## مسيرته الكروية
من أوائل لاعبي المنتخب الوطني أول لاعب جزائري يسجل للألمان و بهدف سحري و عليها كان أول فوز لالجزائر على الألمان سنة 1964 بهدفين لهدف نفس نتيجة 1982.
لعب للمنتخب الفرنسي سنة 1962 و شارك في مبارتين معه.
ماحي خنان أو المعروف بالرأس الذهبي خريج مدرسة غالي معسكر العريقة لعب أول مرة لغاي معسكر سنة 1951 لغاية 1956 حيث توجه لبطولة فرنسا المحترفة مع نادي رين و لعب معه ثمانية مواسم بعدها توجه إلى نادي نادي تولوز ليمضي معه ثلاث مواسم من سنة 1962 لغاية 1965 ، كما لعب لنادي نيم أولمبيك لموسم واحد 1965/1966 و نادي نجمة حمراء موسم واحد 1966/1967 ثم توجه لأخر موسم له في فرنسا و هو نادي نادي لوريان و كان ذلك لسنة 1967/1968 ليعود إلى المدرسة التي خرج منها إلى فريق القلب غالي معسكر ليكمل معه ما تبقى له من مسيرته الكروية لغاية 1972 حيث عتزل لعب كرة القدم. ليبدأ تجربته مع التدريب و كان ذلك بداية مع غالي معسكر ثم نادي l'US Saint-Malo الإنجليزي ليعود من جديد إلى غالي معسكر ومولودية وهران. غادر الجزائر لسنوات ليعود سنة 7919/1980 مع غالي معسكر ثم العودة إلى نادي رين ليعود سنة 1983/1984 إلى غالي معسكر الذي كان أنذاك تحت إمارة شركة الري و الفلاحة و أول لقب له كمدرب مع غالي معسكر بطل الجزائر لموسم 1983/1984 و إدخال الفرحة و البهجة إلى قلوب أبناء الأمير عبد القادر و بقي مع غالي معسكر إلى سنة 1986 ليغادر الجزائر نهائياً في سنة 1994 إلى بريطانيا.

## وصلات خارجية
- ماحي خنان على موقع قاعدة بيانات كرة القدم.إي يو (الإنجليزية)
- ماحي خنان على موقع ناشيونال فوتبول تيمز (الإنجليزية)